# Kanako Sakai
Kanako Sakai (酒井 香奈子 Sakai Kanako?) es una seiyū en Japón. Ella es representada por RAMS.

## Rendimientos

### Anime
2006
- REC - Aka Onda
- Jigoku Shoujo Futakomori - Kikuri
- Magikano - Chiaki Yoshikawa
- Lovedol ~Lovely Idol~ - Ruri Fujisawa
- Binbō Shimai Monogatari - Shima Ōshiro

2007
- Kaze no Stigma - Ayumi Tsuwabuki
- Kisaragi - Kisaragi Miki

2009
- Miracle Train - Akari
- Jewel Pet - Kaiya
- Arad Senki - Kanna

2010
- Jewel Pet Teinkuru - Kaiya
- Durarara!! - Akie

### Videojuegos
- REC ☆ DokiDoki Seiyū Paradise ☆ - Aka Onda
- Ar tonelico: Melody of Elemia - Shurelia
- Ar tonelico II: Melody of Metafalica - Shurelia
- Cross Edge - Shurelia

### CD Drama
- REC Volume 1 - Aka Onda
- REC Volume 2 - Aka Onda